# Difaâ Hassani d'El Jadida
Il Difaâ Hassani d'El Jadida (in arabo نادي الدفاع الجديدي), noto come Difaâ d'El Jadida o con l'acronimo DHJ, è una società calcistica della città di El Jadida, fondata nel 1956. Milita nella Botola 2, la seconda divisione del campionato marocchino.
Gioca le partite casalinghe allo stadio El Abdi (8.000 posti).

## Storia
Il Difaâ Hassani d'El Jadida nacque dalla fusione di due club, il Difaâ d'Essafa e l'Hassania de la Médina. Il club vide la luce il 6 giugno 1956, grazie a Hadj Driss Admoune, primo presidente, e Mohamed Moundib, primo segretario generale, nella cui casa paterna, in rue Docteur Jaques 17, nel quartiere di Essafa, il club ebbe la prima sede, dopo l'esilio del re Muhammad V, sotto il protettorato francese. La squadra partecipò al primo campionato marocchino di calcio.
Nel 1960, dopo una stagione mediocre, abbandonò la massima serie. Sei anni dopo ritrovò la massima divisione con la promozione ottenuta al termine di uno spareggio allo stadio Filippo di Casablanca contro lo Youssoufia di Rabat.
Dal 1965 al 1986 vestirono la maglia del Difaâ calciatori importanti come Chtaini, Samame, Chiadmi, Maaroufi, Ben M'hamed El Abdi, Maachaoui, Ouazir, Spania, Khalifa, Krimou, Chicha, i fratelli Hassani, Mustapha Yaghcha, Najib Naami, Amanallah, Cherif, Baba, Kouhaili, Benbiyi, Roh Essalam, Dezzaz, Yakdani, Arsalan, Karnass e Jork. L'allenatore Paul Orotz fu l'artefice dei buoni risultati della compagine di El Jadida, che combinava giovani talenti con validi giocatori più esperti. L'idillio durò, tuttavia, solo due anni: il tecnico abbandonò la squadra per mancanza di fondi e lo seguirono molti giocatori, tra cui Chiadmi, Maaroufi, Yakdani, Yahya, Mustapha Taghcha, Amanallah. 
Retrocessa qualche anno dopo, la squadra riuscì a ritrovare la massima serie sotto la guida di Boukri e altri calciatori. Rimase in massima serie sino al 1987, con all'attivo tre finali di Coppa del Trono (la coppa nazionale marocchina), perse nel 1977, 1985 e 1986, e due campionati persi all'ultima giornata, contro il Raja Beni Mellal nel 1974 e il Wydad Casablanca nel 1976. Negli anni a venire conobbe due retrocessioni in seconda divisione. 
Dal 1963 al 1974 e per qualche stagione negli anni '90 fu presidente del club Lyazid Chergui, deceduto nel 2003. Altra figura chiave del club fu Abderrahmane Kamel, presidente onorario del Difaâ per svariati anni, i cui investimenti furono molto importanti per la squadra. 
Dal 2013 la squadra intraprese una politica di tesseramento di giocatori locali.
Nel 2012-2013 arrivò il primo trofeo per il club, la Coppa del Trono vinta in finale contro il Raja Casablanca ai tiri di rigore. Nel 2016-2017 la squadra riuscì a raggiungere nuovamente la finale della Coppa del Trono, ma fu sconfitta dallo stesso Raja, sempre ai tiri di rigore.

## Palmarès

### Competizioni nazionali
- Coppa del Marocco: 1

2012-2013

### Altri piazzamenti
- Campionato marocchino:

Secondo posto: 1975-1976, 2008-2009, 2016-2017
Terzo posto: 2009-2010
- Coppa del Marocco:

Finalista: 1976-1977, 1984-1985, 1985-1986, 2016-2017
Semifinalista: 1970-1971, 1971-1972, 1977-1978, 1997-1998, 2010-2011, 2015-2016, 2018-2019